# Aphelocheirus
Aphelocheirus Westwood, 1833, è un genere di insetti Nepomorfi (ordine Rhynchota, sottordine Heteroptera). Comprende circa 60 specie ed è l'unico gruppo sistematico della famiglia Aphelocheiridae.
Le specie del genere Aphelocheirus sono prevalentemente diffuse nel Sudest asiatico. In Europa è diffusa la specie Aphelocheirus aestivalis, presente anche in Italia. È inoltre citata in letteratura la presenza di altre due specie endemiche della Penisola Iberica, A. murcius e A. occidentalis.

## Inquadramento sistematico
L'inquadramento sistematico di questa famiglia non è condiviso da tutti gli autori. Alcuni schemi di classificazione considerano infatti questo raggruppamento una sottofamiglia dei Naucoridi, denominata in questo caso Aphelocorinae.